# János Szalárdi
 (septembre 2022).
János Szalárdi (1601–1666) est un historien hongrois de la principauté de Transylvanie.

## Biographie
Né dans le comitat de Szatmár, il est l'un des conservateurs des archives de Transylvanie à Gyulafehérvár (actuelle Alba Iulia, en Roumanie) avant de devenir secrétaire de la chancellerie (1644-1649) sous le règne de Georges Ier Rákóczi. Plus tard, il est nommé secrétaire du prince de Transylvanie. Il participe à la Diète de Transylvanie de 1666 qui le charge de percevoir les impôts des comtés de Partium, Kolozs, Doboka et Szolnok. Szalárdi est mort à Fogaras (aujourd'hui Făgăraș, Roumanie).
Il est l'auteur d'un ouvrage de référence pour l'histoire de la Transylvanie intitulé La déplorable chronique hongroise de János Szalárdi (Szalárdi János siralmas krónikája).